# Barbecue Bob
Barbecue Bob (eigentlich Robert Hicks; * 11. September 1902 in Walnut Grove, Georgia; † 21. Oktober 1931 in Lithonia, Georgia) war ein US-amerikanischer Bluespionier und einer der führenden Vertreter des Piedmont Blues.

## Leben
Barbecue Bob erlernte das Gitarrenspiel von seinem Bruder Charley Hicks, der als Laughing Charley Lincoln ebenfalls ein bekannter Bluesgitarrist war. Die beiden Brüder übersiedelten 1923 nach Atlanta, wo sie häufig zusammen auftraten, hier wechselte Robert auch zur zwölfsaitigen Gitarre. Hicks bediente sich häufig des Bottleneckspiels. Sein Bluesstil erinnerte dabei eher an den Delta Blues als an den Gitarrenstil eines Blind Willie McTell, der in Georgia wahrscheinlich auch zum Umfeld von Barbecue Bob gehörte.
Seinen Spitznamen erhielt er 1927, als er von einem Talentscout der Firma Columbia Records als Straßenmusiker vor einem Barbecue-Restaurant entdeckt wurde, ein Werbefoto zeigte ihn dementsprechend in einer Küchenuniform mit Gitarre. Während seiner kurzen Karriere nahm er zwischen 1927 und 1930 mit 68 Stücken ein vergleichsweise umfangreiches Werk auf, drei der Stücke sind jedoch noch verschollen. Für seinen Bruder und seinen Jugendfreund Curley Weaver arrangierte er erste Aufnahmemöglichkeiten. Mit Curley Weaver und Buddy Moss, dem er die ersten Gitarrengriffe beibrachte, nahm er 1930 als Georgia Cotton Pickers auf. 1931 starb er an einer Tuberkulose in Verbindung mit einer Lungenentzündung.

## Sonstiges
- Die Band My Bubba & Mi veröffentlichte im Jahr 2011 die Single BBQ Bob.[2]